# ۲-پنتانول
۲-پنتانول (به انگلیسی: 2-Pentanol) با فرمول شیمیایی C۵H۱۲O یک ترکیب شیمیایی با شناسه پاب‌کم ۲۲۳۸۶ است. که جرم مولی آن ۸۸٫۱۴۸ g/mol می‌باشد. شکل ظاهری این ترکیب، مایع بی‌رنگ است.